# 凶线
《凶线》（英語：Blow Out）是一部1981年美国惊悚电影，白賴仁·龐馬编剧及执导。影片主角杰克·泰利由约翰·特拉沃尔塔饰演，他是个来自费城的电影音效制作人员，一次为低成本恐怖片录音效时，偶然录下了对一名总统候选人谋杀的声音证据。南茜·艾伦饰演萨莉·贝蒂那，杰克在这次谋杀案中救了她的命。配角包括约翰·利思戈和丹尼斯·弗朗茨。

## 情节
杰克是个音效师，为他的低级电影寻找尖叫声。一次采集大自然声音时，他偶然录下了总统候选人的车翻入河里的声音，并从车里救出了玩伴女郎萨莉。一些人得知此事后要杰克封口，然而杰克通过录音发现，候选人的车是被枪打爆轮胎的，他寻求萨莉的帮助，想要揭露真相。
当时卡普也在现场，拍下了录像，原来他和萨莉是被雇佣用来对付候选人的。伯克即是凶手，他意图加害萨莉，并谋杀了好几个女孩。萨莉偷了卡普的胶片交给杰克，经与声音合成能够明确揭示候选人是被谋杀的。没人相信杰克的故事，只有一电台主播对此感兴趣，他联系杰克，要他前往。
伯克假扮主播给萨莉打了电话，骗她带录像前去，杰克窃听了萨莉。伯克带萨莉混入自由日的庆祝人群，杰克赶到时已经太晚，萨莉被杀，狂怒的杰克最后杀死了伯克。萨莉最后的尖叫声被杰克用到了新的影片中。

## 演員
- 约翰·特拉沃尔塔 飾 杰克·泰利（Jack Terry）
- 南茜·艾伦 飾 薩莉·貝蒂那（Sally）
- 约翰·利思戈 飾 Burke
- 丹尼斯·弗朗茨（英语：Dennis Franz） 飾 Manny Karp
- Peter Boyden 飾 Sam
- Curt May 飾 Donahue
- John Aquino 飾 Detective Mackey
- 約翰·麥克馬丁（英语：John McMartin） 飾 Lawrence Henry

## 外部連結
- 開眼電影網上《凶线》的資料（繁體中文）
- 豆瓣电影上《凶线》的資料 （简体中文）
- 时光网上《凶线》的資料（简体中文）
- AllMovie上《凶线》的资料（英文）
- 爛番茄上《凶线》的資料（英文）
- Box Office Mojo上《凶线》的資料（英文）
- TCM电影资料库上《凶线》的资料（英文）
- 互联网电影数据库（IMDb）上《凶线》的资料（英文）